# Гераса
Гера̀са (на гръцки: Γεράσα) е село в Кипър, окръг Лимасол. Според статистическата служба на Република Кипър през 2001 г. селото има 80 жители.
Намира се на 5 km северно от Парамита.